# Julius Schuster (Politiker)

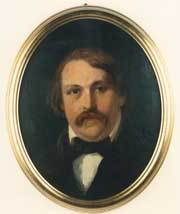
Julius Schuster

Julius Friedrich Eberhard Schuster (* 8. August 1817 in Ulm; † 17. März 1863 in Augsburg) war ein deutscher Politiker. Er war von 1845 bis 1863 Stadtschultheiß und  Oberbürgermeister von Ulm.

## Leben
Schuster studierte ab 1835 an der Universität Jena Rechtswissenschaft. 1836 wurde er im Corps Franconia Jena recipiert.

### Leipzig

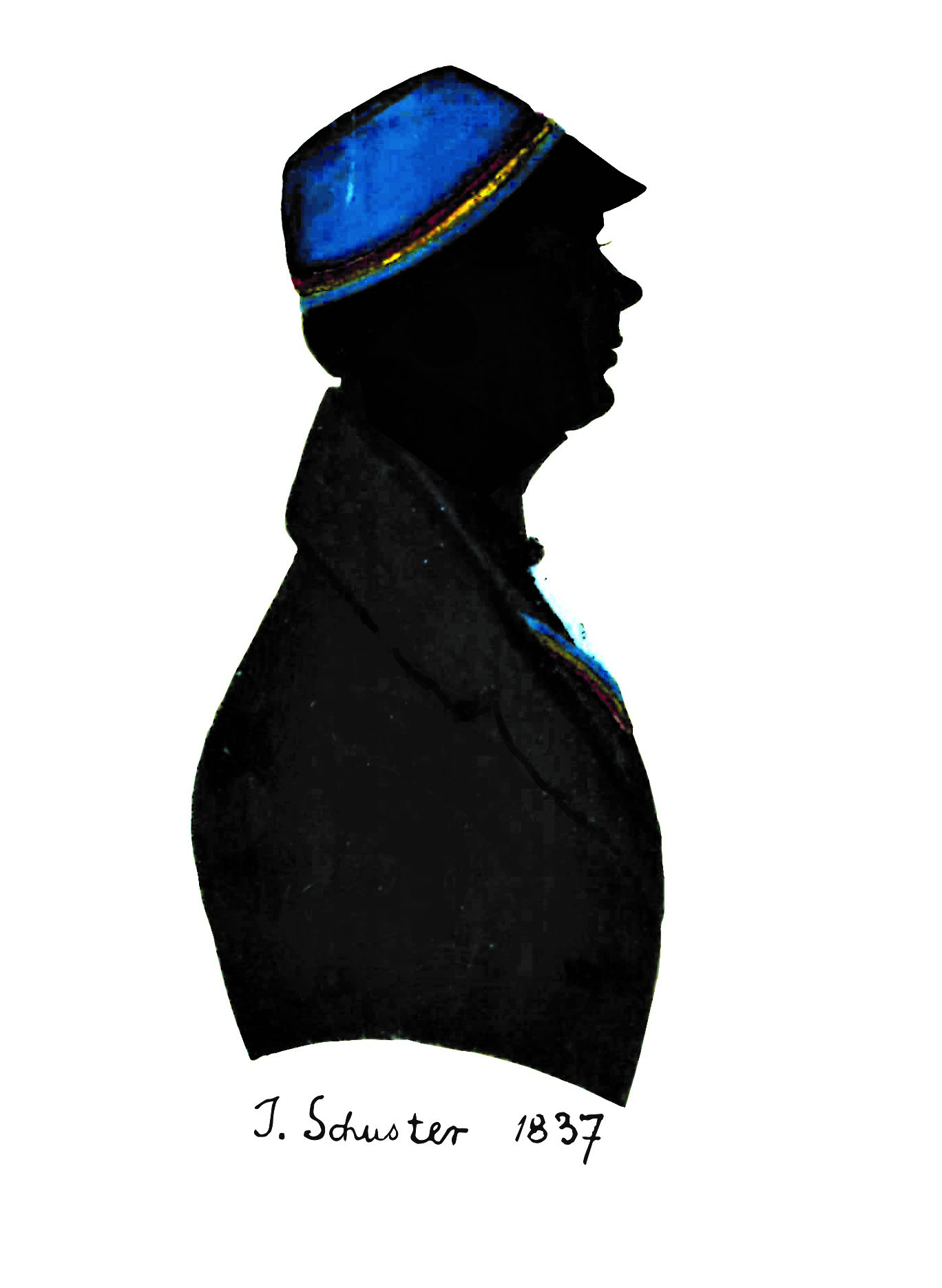
Schuster als Lausitzer

Zum Sommersemester 1837 wechselte er an die Universität Leipzig. Am 27. Juni 1837 wurde er in Franconias damaligem Kartellcorps Lusatia recipiert. Er focht vier Mensuren. Seine Auseinandersetzungen mit einem Leipziger Sachsen führte zu einem umständlichen Schiedsverfahren vor dem Senioren-Convent zu Leipzig und dem Allgemeinen SC Jena-Leipzig-Halle, der ihn in letzter Instanz am 29. Juli 1837 zur Deprekation verurteilte. Nach einem Streit mit einem Corpsbruder (Weyers) drohte ihm bei Lusatia die Dimission. Ihr kam er durch freiwilligen Austritt zuvor. Der wurde ihm gestattet, „weil er eine neue Verbindung unter dem Namen der Misnia aufthun wollte, was allerdings für das hiesige Studentenleben als sehr vorteilhaft angesehen wurde“. Im Einverständnis mit Lusatia stiftete er das Corps Misnia Leipzig.

### Ulm
Nach dem Examen wurde er 1842 zum Referendar erster Klasse ernannt. Nach einem mit modernen Mitteln wie der Broschüre „Den Bürgern Ulms“ um die Gunst der Ulmer Bürgerschaft geführtem Wahlkampf wurde er 1845 zum Oberbürgermeister von Ulm gewählt. Bereits am 20. Oktober 1845 erhielt er eine schriftliche Rüge der Kreisregierung wegen des öffentlichen Empfangs von Johannes Ronge in Ulm, einem katholischen Priester, der wesentlich zur Gründung des Bundes Freireligiöser Gemeinden beitrug und als Begründer des Deutschkatholizismus gilt. Schuster hatte nach Ansicht der Kreisregierung durch seine Teilnahme an dieser Feierlichkeit den ihm gesetzlich zukommenden Wirkungskreis überschritten und wurde daran erinnert, in konfessionellen Dingen die strengste Unparteilichkeit zu bewahren.
Während seiner Amtszeit kam es 1847 zur Plünderung der Langmühle und zur Deutschen Revolution 1848/49. Außerdem wurde die Wasserversorgung der Stadt erneuert und die Errichtung eines Gaswerks geplant. Ulm wurde 1850 an das württembergische Eisenbahnnetz angeschlossen, das der Stadt ökonomisch hervorragende Entwicklungsmöglichkeiten bot. Nach der Revolution wurde der Gemeinderat regelmäßig neu gewählt; aber der Oberbürgermeister verblieb auf Lebenszeit im Amt, wodurch seine Position gegenüber dem Gemeinderat gestärkt wurde. Er war wegen seiner aktiven und kompetenten Rolle bei der Ulmer Bevölkerung anfangs beliebt, wurde aber gegen Ende seines Lebens wegen seines mitunter aufbrausenden Charakters kritisiert. Vor allem sein Eintreten für ein Konkordat mit dem Papst nahm ihm die evangelische Oberschicht der Stadt übel. Er wurde keine 46 Jahre alt.
Zwischen 1856 und 1862 vertrat Julius Schuster die Stadt Ulm als Abgeordneter im württembergischen Landtag.